# Liste der Hallenasienmeister in der Leichtathletik/Medaillengewinner
Die Liste der Hallenasienmeister in der Leichtathletik führt sämtliche Medaillengewinner bei Leichtathletik-Hallenasienmeisterschaften seit 2004 auf. Sie ist gegliedert nach Wettbewerben, die aktuell zum Wettkampfprogramm gehören, und nach nicht mehr ausgetragenen Wettbewerben.

## Aktuelle Wettbewerbe

### 60 m
| Hallenasienmeisterschaften | Hallenasienmeisterschaften | Gold                     | Silber            | Bronze                |
| -------------------------- | -------------------------- | ------------------------ | ----------------- | --------------------- |
| 2004                       | Teheran                    | Abdolghaffar Saghar      | To Wai Lok        | Shen Yunbao           |
| 2006                       | Pattaya                    | Gong Wei                 | Wachara Sondee    | Wjatscheslaw Murawjow |
| 2008                       | Doha                       | Samuel Francis           | Leung Chun Wai    | Wjatscheslaw Murawjow |
| 2010                       | Teheran                    | Reza Ghasemi             | Barakat al-Harthi | Lai Chun Ho           |
| 2012                       | Hangzhou                   | Reza Ghasemi             | Lai Chun Ho       | Hassan Heidarpour     |
| 2014                       | Hangzhou                   | Samuel Francis           | Femi Ogunode      | Reza Ghasemi          |
| 2016                       | Doha                       | Hassan Taftian           | Reza Ghasemi      | Eric Cray             |
| 2018                       | Teheran                    | Hassan Taftian           | Tosin Ogunode     | V.K. Elakkiadasan     |
| 2023                       | Astana                     | Imranur Rahman           | Shak Kam Ching    | Ryōta Suzuki          |
| 2024                       | Teheran                    | Ali Anwar Ali al-Balushi | Shūhei Tada       | Jo Kum-ryong          |

### 400 m
| Hallenasienmeisterschaften | Hallenasienmeisterschaften | Gold                       | Silber                | Bronze              |
| -------------------------- | -------------------------- | -------------------------- | --------------------- | ------------------- |
| 2004                       | Teheran                    | Mohammad Akefian           | Edward Mangasar       | Esmail Kaboutaran   |
| 2006                       | Pattaya                    | Mohamed Salim al-Rawahi    | Jukkatip Pojaroen     | Jewgeni Meleschenko |
| 2008                       | Doha                       | Liu Xiaosheng              | Sergei Saikow         | Ali Shirook         |
| 2010                       | Teheran                    | Bibin Mathew               | Reza Bouazar          | Shahab Tahmasebi    |
| 2012                       | Hangzhou                   | Reza Bouazar               | Chang Pengben         | Amin Ghelichi       |
| 2014                       | Hangzhou                   | Mehdi Zamani               | Sergei Saikow         | Ahmed Mubarak Saleh |
| 2016                       | Doha                       | Abdalelah Haroun           | Abubakar Abbas        | Michail Litwin      |
| 2018                       | Teheran                    | Abdalelah Haroun           | Youssef Karam         | Mohamed Nasir Abbas |
| 2023                       | Astana                     | Ammar Ismail Yahia Ibrahim | Michail Litwin        | Fan Tianrui         |
| 2024                       | Teheran                    | Mohammad Sajjad Aghaei     | Mohammad Jahir Rayhan | Yasir Ali al-Saadi  |

### 800 m
| Hallenasienmeisterschaften | Hallenasienmeisterschaften | Gold                     | Silber                   | Bronze                   |
| -------------------------- | -------------------------- | ------------------------ | ------------------------ | ------------------------ |
| 2004                       | Teheran                    | Rashid Ramzi             | Sajjad Moradi            | Yusuf Saad Kamel         |
| 2006                       | Pattaya                    | Salem Amer al-Badri      | Adam Abdu Adam Ali       | Ghamanda Ram             |
| 2008                       | Doha                       | Yusuf Saad Kamel         | Ehsan Mohajer Shojaei    | Masato Yokota            |
| 2010                       | Teheran                    | Mohammad al-Azemi        | Musaeb Abdulrahman Balla | Masato Yokota            |
| 2012                       | Hangzhou                   | Mohammad al-Azemi        | Adnan Taess Akkar        | Yang Xiaofei             |
| 2014                       | Hangzhou                   | Musaeb Abdulrahman Balla | Ebrahim al-Zofairi       | Yasuhiro Nakamura        |
| 2016                       | Doha                       | Musaeb Abdulrahman Balla | Jamal Hairane            | Mostafa Ebrahimi         |
| 2018                       | Teheran                    | Abubaker Haydar Abdalla  | Pejman Yarvali           | Ebrahim al-Zofairi       |
| 2023                       | Astana                     | Ebrahim al-Zofairi       | Abdirahman Saeed Hassan  | Musaeb Abdulrahman Balla |
| 2024                       | Teheran                    | Ebrahim al-Zofairi       | Sobhan Ahmadi            | Abubaker Haydar Abdalla  |

### 1500 m
| Hallenasienmeisterschaften | Hallenasienmeisterschaften | Gold                    | Silber                  | Bronze                   |
| -------------------------- | -------------------------- | ----------------------- | ----------------------- | ------------------------ |
| 2004                       | Teheran                    | Rashid Ramzi            | Sajjad Moradi           | Ehsan Mohajer Shojaei    |
| 2006                       | Pattaya                    | Daham Najim Bashir      | Saleh Marzooq Bakheet   | Pritam Bind              |
| 2008                       | Doha                       | Daham Najim Bashir      | Chatholi Hamza          | Abubaker Ali Kamal       |
| 2010                       | Teheran                    | Abubaker Ali Kamal      | Mohamad al-Garni        | Rouhollah Mohammadi      |
| 2012                       | Hangzhou                   | Mohamad al-Garni        | Omar al-Rasheedi        | Ranjan Kuttanda Kariappa |
| 2014                       | Hangzhou                   | Mohamad al-Garni        | Omar al-Rasheedi        | Hossein Keyhani          |
| 2016                       | Doha                       | Mohamad al-Garni        | Benson Seurei           | Said Aden Said           |
| 2018                       | Teheran                    | Amir Moradi             | Yaser Salem Bagharab    | Ali Fahimi               |
| 2023                       | Astana                     | Kazuto Iizawa           | Mohamad al-Garni        | Mousab Adam Ali          |
| 2024                       | Teheran                    | Nursultan Kengeschbekow | Abdirahman Saeed Hassan | Ali Amirian              |

### 3000 m
| Hallenasienmeisterschaften | Hallenasienmeisterschaften | Gold                    | Silber               | Bronze                 |
| -------------------------- | -------------------------- | ----------------------- | -------------------- | ---------------------- |
| 2004                       | Teheran                    | Leonard Mucheru Maina   | Wu Wen-chien         | Omid Mehrabi           |
| 2006                       | Pattaya                    | Saif Saaeed Shaheen     | Tareq Mubarak Taher  | Aadam Ismaeel Khamis   |
| 2008                       | Doha                       | Sultan Khamis Zaman     | Surenda Singh        | James Kwalia           |
| 2010                       | Teheran                    | James Kwalia            | Essa Ismail Rashed   | Mohammad Khazaei       |
| 2012                       | Hangzhou                   | Bilisuma Shugi          | Mohamad al-Garni     | Alemu Bekele           |
| 2014                       | Hangzhou                   | Mohamad al-Garni        | Abubaker Ali Kamal   | Tetsuya Yoroizaka      |
| 2016                       | Doha                       | Mohamad al-Garni        | Albert Rop           | Said Aden Said         |
| 2018                       | Teheran                    | Hossein Keyhani         | Yaser Salem Bagharab | Homayoon Hemmati       |
| 2023                       | Astana                     | Mohamad al-Garni        | Keita Satoh          | Shadrack Kimutai Koech |
| 2024                       | Teheran                    | Nursultan Kengeschbekow | Seyed Amir Zamanpour | Maxim Frolowski        |

### 60 m Hürden
| Hallenasienmeisterschaften | Hallenasienmeisterschaften | Gold                 | Silber                  | Bronze             |
| -------------------------- | -------------------------- | -------------------- | ----------------------- | ------------------ |
| 2004                       | Teheran                    | Wu Youjia            | Rouhollah Askari        | Mohd Robani Hassan |
| 2006                       | Pattaya                    | Liu Lilu             | Chen Ming               | Mohd Faiz Mohamad  |
| 2008                       | Doha                       | Ji Wei               | Abdul Rashid            | Muhammad Sajjad    |
| 2010                       | Teheran                    | Jiang Fan            | Fawaz al-Shammari       | Mohamad Goudarzi   |
| 2012                       | Hangzhou                   | Jiang Fan            | Abdulaziz al-Mandeel    | Ji Wei             |
| 2014                       | Hangzhou                   | Abdulaziz al-Mandeel | Yaqoub Mohamed al-Youha | Huang Hao          |
| 2016                       | Doha                       | Abdulaziz al-Mandeel | Yaqoub Mohamed al-Youha | Zhang Honglino     |
| 2018                       | Teheran                    | Abdulaziz al-Mandeel | Zeng Jianhang           | Hideki Ōmuro       |
| 2023                       | Astana                     | Dawid Jefremow       | Chen Kuei-ru            | Shuhei Ishikawa    |
| 2024                       | Teheran                    | Dawid Jefremow       | Qin Weibo               | John Cabang        |

### 4 × 400 m Staffel
| Hallenasienmeisterschaften | Hallenasienmeisterschaften | Gold                                                                                        | Silber                                                                                        | Bronze                                                                                          |
| -------------------------- | -------------------------- | ------------------------------------------------------------------------------------------- | --------------------------------------------------------------------------------------------- | ----------------------------------------------------------------------------------------------- |
| 2004                       | Teheran                    | Iran Edward Mangasar Iraj Iri Mohammad Akefian Esmail Kaboutaran                            | Indien Sreejith Sunil Joseph Amish Pilip Pottan Jithing Singh                                 | Bahrain Mohamed al-Rashedi Mohamed Farhan Salem Kamel                                           |
| 2006                       | Pattaya                    | Thailand Banjong Lachua Jukkatip Pojaroen Tulapong Sutaso Supachai Phachsay                 |                                                                                               |                                                                                                 |
| 2008                       | Doha                       | Saudi-Arabien Yonas al-Hosah Ali al-Deraan Ismail al-Sabiani Edrees Hawsawi                 | Indien V. B. Bineesh Gurvinder Pal Singh Virender Kumar Pankaj Thannickkal Aboobcker          | Katar Mohamed Sagayroon Adam Ali Musaeb Abdulrahman Balla Azmy Sulaiman                         |
| 2010                       | Teheran                    | Iran Shahabeddin Tahmasebi Reza Bouazar Mohsen Zarrin-Afzal Mehdi Zamani                    | Indien Bibin Mathew Ajay Kumar Shake Mortaja V. B. Bineesh                                    | Kasachstan Dmitri Korabelnikow Sergei Saikow Wjatscheslaw Murawjow Nasar Muchametschan          |
| 2014                       | Hangzhou                   | Kasachstan Dmitri Korabelnikow Igor Kondratjew Omirserik Bekenow Sergei Saikow              | Volksrepublik China Zhang Huadong Qin Jian Chen Jianxin Zhu Chenbin                           | Oman Obaid al-Quraini Ahmed al-Merjabi Othman al-Busaidi Ahmed Mubarak Saleh                    |
| 2016                       | Doha                       | Katar Mohamed Nasir Abbas Musaeb Abdulrahman Balla Abubaker Haydar Abdalla Abdalelah Haroun | Iran Reza Ghasemi Mostafa Ebrahimi Mehdi Zamani Sajjad Hashemi                                |                                                                                                 |
| 2018                       | Teheran                    | Katar Abderrahman Samba Mohamed Nasir Abbas Mohamed El Nour Mohamed Abdalelah Haroun        | Kasachstan Andrei Sokolow Sergei Saikow Dmitri Koblow Michail Litwin                          | Iran Ali Khadivar Reza Kashef Mehdi Rahimi Sajjad Hashemi                                       |
| 2023                       | Astana                     | Kasachstan Andrei Sokolow Elnur Muchitdinow Wjatscheslaw Sems Michail Litwin                | Katar Hussein Ibrahim Issaka Ismail Doudai Abakar Femi Ogunode Ammar Ismail Yahia Ibrahim     | Tadschikistan Leonid Pronschenko Mirsaid Mirsosoda Muhammadriso Mirsosoda Alexander Pronschenko |
| 2024                       | Teheran                    | Kasachstan Andrei Sokolow Elnur Muchitdinow Wjatscheslaw Sems Jefim Tarassow                | Irak Taha Hussein Yaseen Ihab Jabbar Hashim Mohammed Abdulridha al-Tameemi Yasir Ali al-Saadi | Iran Arash Sayyari Mir Mohammad Taleei Mohammad Sajjad Aghaei Ali Amirian                       |

### Hochsprung
| Hallenasienmeisterschaften | Hallenasienmeisterschaften | Gold                 | Silber               | Bronze                 |
| -------------------------- | -------------------------- | -------------------- | -------------------- | ---------------------- |
| 2004                       | Teheran                    | Juri Pachljajew      | Zheng Ting           | Shūhei Manabe          |
| 2006                       | Pattaya                    | Naoyuki Daigo        | Salem Nasser Bakheet | Huang Haiqiang         |
| 2008                       | Doha                       | Sergei Sassimowitsch | Majd Eddin Ghazal    | Rashid al-Mannai       |
| 2010                       | Teheran                    | Mutaz Essa Barshim   | Keyvan Ghanbarzadeh  | Jean-Claude Rabbath    |
| 2012                       | Hangzhou                   | Mutaz Essa Barshim   | Zhang Guowei         | Majd Eddin Ghazal      |
| 2014                       | Hangzhou                   | Mutaz Essa Barshim   | Majd Eddin Ghazal    | Zhang Guowei           |
| 2016                       | Doha                       | Mutaz Essa Barshim   | Majd Eddin Ghazal    | Manjula Kumara         |
| 2018                       | Teheran                    | Mutaz Essa Barshim   | Keyvan Ghanbarzadeh  | Hamdi al-Amin          |
| 2023                       | Astana                     | Ryōichi Akamatsu     | Woo Sang-hyeok       | Majd Eddin Ghazal      |
| 2024                       | Teheran                    | Ryōichi Akamatsu     | Yūto Seko            | Mahfuzur Rahman Ma Jia |

### Stabhochsprung
| Hallenasienmeisterschaften | Hallenasienmeisterschaften | Gold             | Silber            | Bronze              |
| -------------------------- | -------------------------- | ---------------- | ----------------- | ------------------- |
| 2004                       | Teheran                    | Zhang Hongwei    | Eshagh Ghaffari   | Mohsen Rabbani      |
| 2006                       | Pattaya                    | Daichi Sawano    | Yang Yansheng     | Alexander Achmedow  |
| 2008                       | Doha                       | Daichi Sawano    | Takafumi Suzuki   | Leonid Andreyev     |
| 2010                       | Teheran                    | Mohsen Rabbani   | Nikita Filippow   | Eshagh Ghaffari     |
| 2012                       | Hangzhou                   | Yang Yansheng    | Zhang Wei         | Junya Nagata        |
| 2014                       | Hangzhou                   | Hsieh Chia-han   | Zhou Bo           | Ryō Tanaka          |
| 2016                       | Doha                       | Huang Bokai      | Seito Yamamoto    | Hiroki Ogita        |
| 2018                       | Teheran                    | Nikita Filippow  | Mohammad Baniadam | Ali al-Sabagha      |
| 2023                       | Astana                     | Hussain al-Hizam | Seif Heneida      | Patsapong Amsam-ang |
| 2024                       | Teheran                    | Zhong Tao        | Song Haoyang      | Hussain al-Hizam    |

### Weitsprung
| Hallenasienmeisterschaften | Hallenasienmeisterschaften | Gold                        | Silber                | Bronze              |
| -------------------------- | -------------------------- | --------------------------- | --------------------- | ------------------- |
| 2004                       | Teheran                    | Mohamed Salman al-Khuwalidi | Ahmed Fayez al-Dosari | Cai Peng            |
| 2006                       | Pattaya                    | Zhang Xin                   | Daisuke Arakawa       | Saleh al-Haddad     |
| 2008                       | Doha                       | Mohamed Salman al-Khuwalidi | Saleh al-Haddad       | Hussein al-Sabee    |
| 2010                       | Teheran                    | Rikiya Saruyama             | Zhuang Haitao         | Mohammad Ibrar      |
| 2012                       | Hangzhou                   | Li Jinzhe                   | Rikiya Saruyama       | Kumaravel Premkumar |
| 2014                       | Hangzhou                   | Saleh al-Haddad             | Mohammad Arzandeh     | Xie Lei             |
| 2016                       | Doha                       | Zhang Yaoguang              | Kumaravel Premkumar   | Chan Ming Tai       |
| 2018                       | Teheran                    | Shi Yuhao                   | Lin Hung-min          | Janaka Prasad       |
| 2023                       | Astana                     | Lin Yu-tang                 | Jeswin Aldrin         | Zhang Mingkun       |
| 2024                       | Teheran                    | Zhang Mingkun               | Yūto Toriumi          | Daiki Oda           |

### Dreisprung
| Hallenasienmeisterschaften | Hallenasienmeisterschaften | Gold                   | Silber              | Bronze              |
| -------------------------- | -------------------------- | ---------------------- | ------------------- | ------------------- |
| 2004                       | Teheran                    | Zhu Shujing            | Mohammad Hazzory    | Denis Saurambajew   |
| 2006                       | Pattaya                    | Roman Walijew          | Mohammad Hazzory    | Jewgeni Ektow       |
| 2008                       | Doha                       | Roman Walijew          | Amarjeet Singh      | Theerayut Philakong |
| 2010                       | Teheran                    | Dong Bin               | Nobuaki Fujibayashi | Roman Walijew       |
| 2012                       | Hangzhou                   | Dong Bin               | Cao Shuo            | Li Yanxi            |
| 2014                       | Hangzhou                   | Fu Haitao              | Roman Walijew       | Ruslan Qurbonov     |
| 2016                       | Doha                       | Roman Walijew          | Renjith Maheswary   | Rashid al-Mannai    |
| 2018                       | Teheran                    | Khaled Saeed al-Subaie | Kanagaraj Kamalraj  | Vahid Seddigh       |
| 2023                       | Astana                     | Fang Yaoqing           | Praveen Chithravel  | Yu Gyu-min          |
| 2024                       | Teheran                    | Su Wen                 | Kim Jang-woo        | Ivan Denisov        |

### Kugelstoßen
| Hallenasienmeisterschaften | Hallenasienmeisterschaften | Gold                  | Silber              | Bronze              |
| -------------------------- | -------------------------- | --------------------- | ------------------- | ------------------- |
| 2004                       | Teheran                    | Amin Nikfar           | Ali Rahmani         | Wang Zhiyong        |
| 2006                       | Pattaya                    | Sarayudh Pinitjit     | Meshari Suroor Saad | Sergei Rubzow       |
| 2008                       | Doha                       | Ahmad Gholoum         | Om Prakash Karhana  | Yao Yongguang       |
| 2010                       | Teheran                    | Satyendra Kumar Singh | Meshari Suroor Saad | Hamid Reza Farahani |
| 2012                       | Hangzhou                   | Zhang Jun             | Wang Guangfu        | Wang Like           |
| 2014                       | Hangzhou                   | Om Prakash Karhana    | Wang Guangfu        | Li Jun              |
| 2016                       | Doha                       | Liu Yang              | Tian Zizhong        | Om Prakash Karhana  |
| 2018                       | Teheran                    | Ali Samari            | Tejinder Pal Singh  | Wu Jiaxing          |
| 2023                       | Astana                     | Tejinder Pal Singh    | Karanveer Singh     | Chen Xiaodong       |
| 2024                       | Teheran                    | Tejinder Pal Singh    | Iwan Iwanow         | Mehdi Saberi        |

### Siebenkampf
| Hallenasienmeisterschaften | Hallenasienmeisterschaften | Gold                 | Silber                  | Bronze             |
| -------------------------- | -------------------------- | -------------------- | ----------------------- | ------------------ |
| 2004                       | Teheran                    | Pawel Dubizki        | Mohammad Ahmad Hosseini | Rifat Ortiqov      |
| 2006                       | Pattaya                    | Pawel Dubizki        | Hsiao Szu-pin           | Pavel Andreyev     |
| 2008                       | Doha                       | P. J. Vinod          | Hadi Sepehrzad          | Hiromasa Tanaka    |
| 2010                       | Teheran                    | Hadi Sepehrzad       | Abdoljalil Tomaj        | P. J. Vinod        |
| 2012                       | Hangzhou                   | Zhang Jun            | Wang Guangfu            | Hiromasa Tanaka    |
| 2014                       | Hangzhou                   | Dmitri Karpow        | Akihiko Nakamura        | Leonid Andreyev    |
| 2016                       | Doha                       | Akihiko Nakamura     | Hu Yufei                | Marat Khaydarov    |
| 2018                       | Teheran                    | Majed Radhi al-Sayed | Milad Miri              | Ali Mohebbi        |
| 2023                       | Astana                     | Yuma Maruyama        | Keisuke Okuda           | Janry Ubas         |
| 2024                       | Teheran                    | Yuma Maruyama        | Zahriddin Shokirov      | Amir Mahdi Hanifeh |

## Nicht mehr ausgetragene Wettbewerbe

### 200 m
Dieser Bewerb wurde nur bei den Hallenasienmeisterschaften 2004 ausgetragen und anschließend ersatzlos gestrichen.
| Hallenasienmeisterschaften | Hallenasienmeisterschaften | Gold          | Silber     | Bronze         |
| -------------------------- | -------------------------- | ------------- | ---------- | -------------- |
| 2004                       | Teheran                    | Tomoyuki Arai | Liu Haitao | Mohamed Farhan |

### 5000 m Bahngehen
Dieser Bewerb wurde nur bei den Hallenasienmeisterschaften 2004 ausgetragen und anschließend ersatzlos gestrichen.
| Hallenasienmeisterschaften | Hallenasienmeisterschaften | Gold           | Silber           | Bronze        |
| -------------------------- | -------------------------- | -------------- | ---------------- | ------------- |
| 2004                       | Teheran                    | Amir Khweirgoo | Ebrahim Rahimian | Sitaram Basat |